# Lipovec Lonjski
 Lipovec Lonjski  falu Horvátországban Zágráb megyében. Közigazgatásilag Kloštar Ivanićhoz tartozik.

## Fekvése
Zágrábtól 33 km-re keletre, községközpontjától  2 km-re északnyugatra a megye keleti részén fekszik.

## Története
A település a kloštar ivanići Nagyboldogasszony plébániához tartozott. 
1857-ben 180, 1910-ben 258 lakosa volt. Trianonig Belovár-Kőrös vármegye Križi járásához tartozott. A településnek 2001-ben 336 lakosa volt.

## Lakosság
| Lakosság változása | Lakosság változása | Lakosság változása | Lakosság változása | Lakosság változása | Lakosság változása | Lakosság változása | Lakosság változása | Lakosság változása | Lakosság változása | Lakosság változása | Lakosság változása | Lakosság változása | Lakosság változása | Lakosság változása |
| ------------------ | ------------------ | ------------------ | ------------------ | ------------------ | ------------------ | ------------------ | ------------------ | ------------------ | ------------------ | ------------------ | ------------------ | ------------------ | ------------------ | ------------------ |
| 1857               | 1869               | 1880               | 1890               | 1900               | 1910               | 1921               | 1931               | 1948               | 1953               | 1961               | 1971               | 1981               | 1991               | 2001               |
| 180                | 172                | 172                | 205                | 216                | 258                | 303                | 306                | 334                | 363                | 338                | 338                | 356                | 297                | 336                |

## Külső hivatkozások
- Hivatalos oldal
- A Nagyboldogasszony plébánia honlapja